# Burgstall Eselsburg (Michelbach am Wald)
Die Eselsburg, auch Burg Alte Gabel genannt, ist eine abgegangene Spornburg auf der „Gabel“, einem 460 m ü. NN hohen Bergsporn über dem Michelbachtal bei dem Dorf Michelbach am Wald (Gemeinde Öhringen) im Hohenlohekreis in Baden-Württemberg.
Die Burg, über deren Entstehung und Besitzer nichts bekannt ist, diente vermutlich als Wachstation mit Wachturm über das Michelbachtal. Der Burgstall zeigt eine etwa fünf mal fünf Meter quadratische Vertiefung, die auf ein Gebäudefundament hinweist, viele Mörtelreste, Ziegelfragmente und behauene Fundamentsteine. Reste von gebrannter „Fache“ (Lehm- und Strohfüllung zwischen Balken bei Fachwerkhäusern) weisen wie bei der Burg Altgabelstein auf ein abgebranntes Fachwerkgebäude hin.